# 無買日

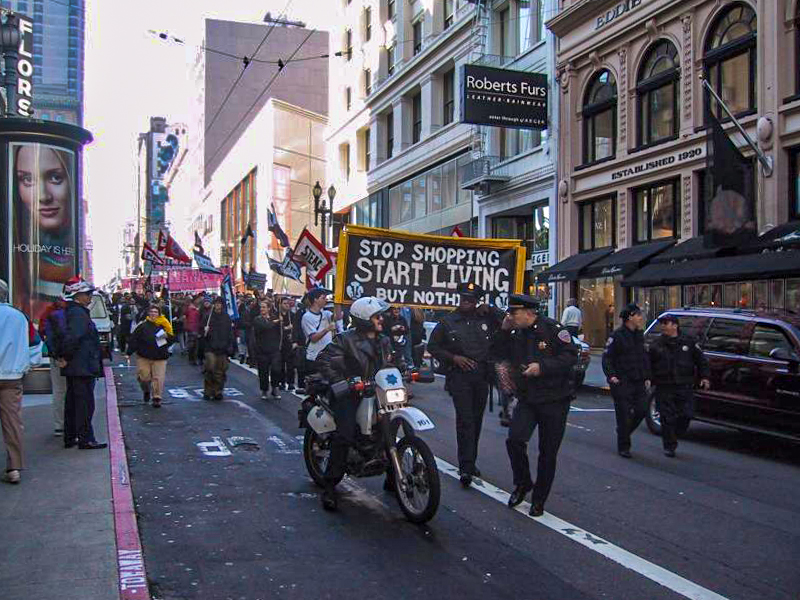
サンフランシスコでの無買日デモ（2000年11月）

無買日（むばいび、Buy Nothing Day; BND）は、1年に1度、不必要なものを買わないようにして消費について考え、消費文明（消費主義）の在り方に抗議しようという非公式の記念日。無買デー（むばいデー）、不買日（ふばいび）ともいう。

## 概要
1992年にカナダ・バンクーバーのテッド・デイヴなどのアーティストたちの発案によりカナダの雑誌／団体「アドバスターズ」（Adbusters：ad宣伝、buster破壊者）が推進し、世界中に広まっている。
アメリカ合衆国およびカナダにおいては11月の感謝祭の翌日の金曜日、日本、ヨーロッパおよび東南アジアにおいては11月の最終土曜日が開催日として設定されている。
繁華街であらゆる商品に囲まれながら、参加者は買い物を24時間我慢しなければならない。「先進国の人々は、経済発展させたい国家や利益を求める企業の洗脳（政策・宣伝など）によって、本質的には必要無いものまでも“手に入れたい”と思わされながら暮らしている。」として、その事実を意識させるのを趣旨としている。
アメリカ合衆国では感謝祭の翌日は俗にBlack Fridayと呼ばれ、休暇前の買出しをする習慣がある。本来感謝祭それ自体は、友達・家族・コミュニティーと交流・親睦を深める為のものであった。しかしここ近年は企業による強烈な宣伝効果もあってか、感謝祭後は小売商品を中心に“休暇前の買出し”の域を越えた多額の買い物をする慣習ができあがってしまった。
このBlack Fridayに無買日の参加者たちはデモ行進を行う。

## 活動形態
現在、世界37カ国で実施されているが、大規模に組織だったムーブメントではなく、様々なレベルの活動家や支援団体による「ゆるやかなネットワーク」によって成り立っている。街頭での少人数のパフォーマンスやチラシの配布、勉強会、自主映画上映などのアクティビティが主な形態である。日本では、無買デー・ジャパン・ネットワーク がリエゾンとなって、情報提供などを行っている。
この無買日運動を起こした活動家の多くは同様にカルチャー・ジャミング運動（culture jamming）の参加者でもある。